# Nieuwkoop

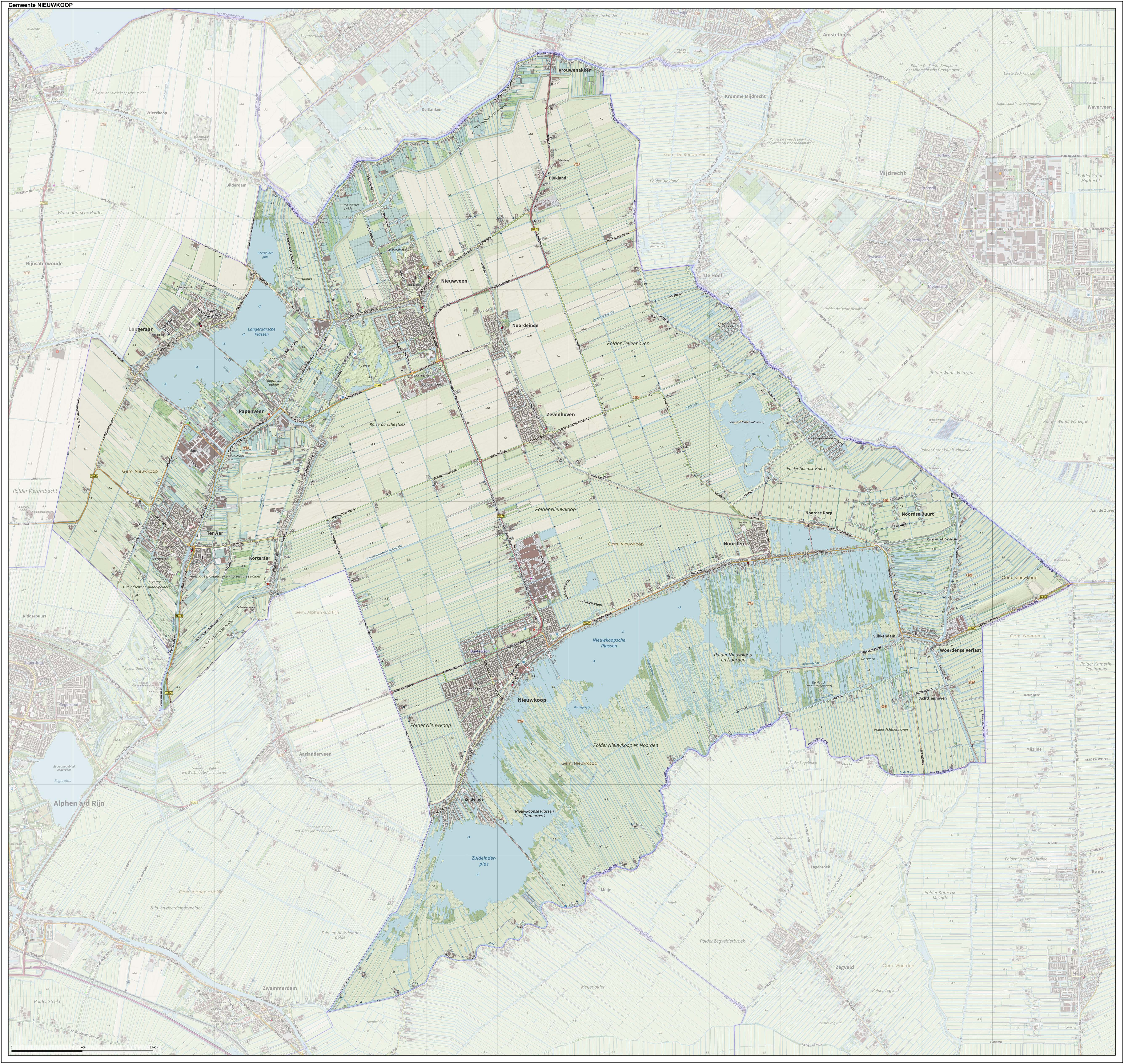
Topografische gemeentekaart van Nieuwkoop

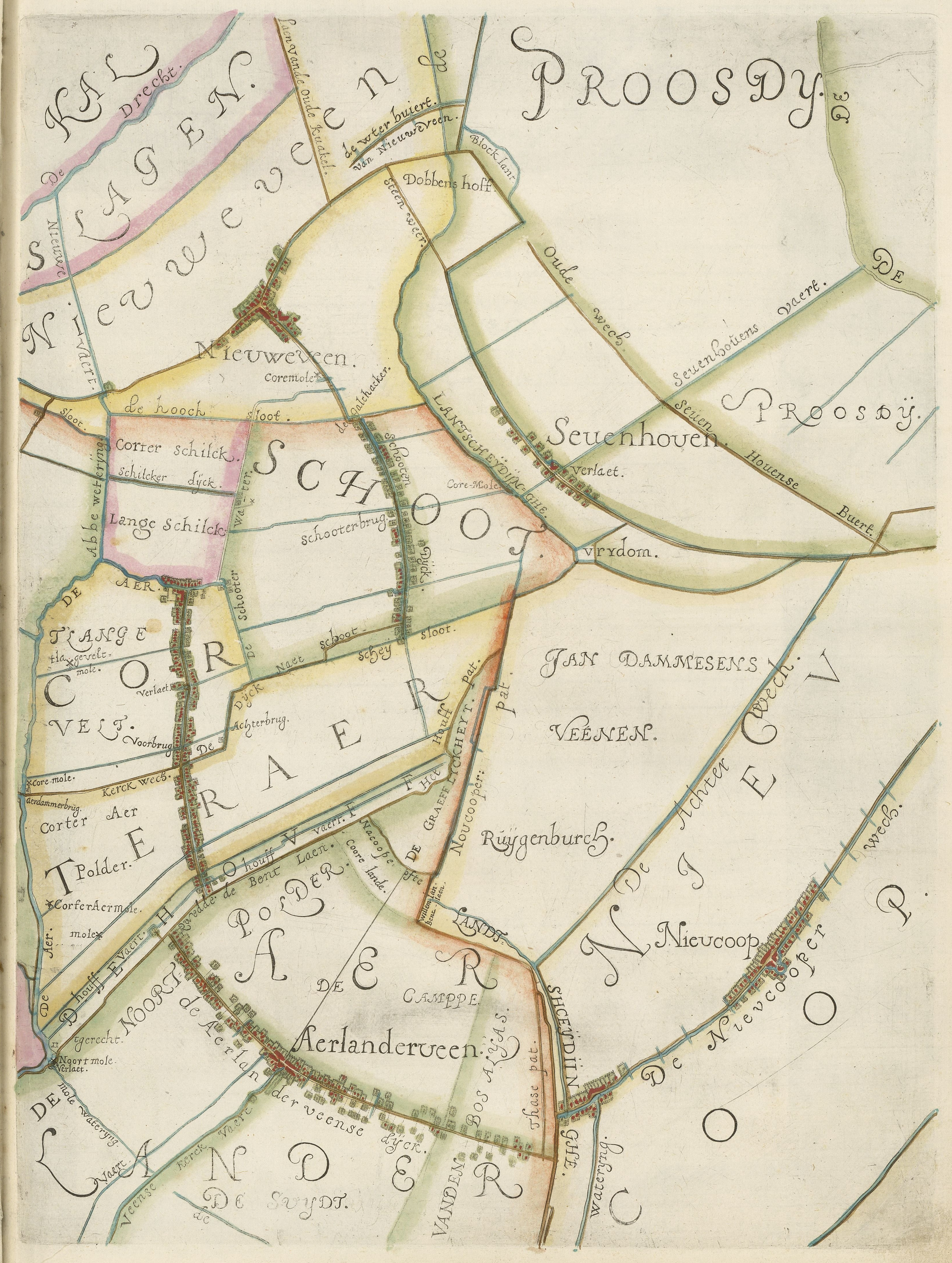
Nieuwkoop (Nieucoop) op een kaart van het Hoogheemraadschap van Rijnland uit 1611.

Nieuwkoop (uitspraakⓘ) is een plaats en gemeente in de Nederlandse provincie Zuid-Holland. De gemeente telt op 1 januari 2024 29.499 inwoners. De gemeente heeft een oppervlakte van 90,19 km² (waarvan 16,05 km² water). De gemeente Nieuwkoop ligt midden in het Groene Hart.
De gemeente Nieuwkoop fuseerde op 1 januari 2007 met Ter Aar en Liemeer waarbij de nieuwe gemeente de naam Nieuwkoop kreeg.

## Geschiedenis
Er is enige onduidelijkheid over het jaar waarin Nieuwkoop is ontstaan. Aanvankelijk ging men er vanuit dat de plaats voor het eerst schriftelijk werd genoemd in 1282, maar later werd een akte ontdekt van familie van graaf Floris V uit 1270.

### Legende en veenontginning
Volgens de legende van Nieuwkoop is de plaats ontstaan doordat een groep zigeuners in de twaalfde eeuw langstrok, en een kapot wagenwiel kreeg waarna ze besloten zich er permanent te vestigen. Dit wagenwiel is later opgenomen in het Wapen van Nieuwkoop. De eerste inwoners van Nieuwkoop waren echter geen zigeuners, maar mensen die zich er vestigden voor de veenontginning. Uit deze veenontginning ontstonden aan beide kanten van de dijk een watermassa waarvan er één is drooggelegd, en de andere is veranderd in een natuurgebied dat tegenwoordig bekend staat als de Nieuwkoopse Plassen. In de drooggelegde polder groef men sloten om het weiland droog te houden, wat onbedoeld zorgde voor inklinking. Om te bepalen wie een stuk moeras mocht ontginnen, maakte men gebruik van de cope. Ieder nieuwe stuk was dus een nieuwe cope. Hieruit is de naam Nieuwkoop ontstaan.

### Treinverbinding (1915-1936)
Van 1 augustus 1915 tot 1 januari 1936 lag Nieuwkoop aan de spoorlijn Uithoorn - Alphen aan den Rijn. Op het tracé van de spoorlijn werd later de provinciale weg N231 aangelegd. Het stationsgebouw uit 1915 is in 1970 gesloopt.

## Kernen
In de gemeente liggen de volgende kernen:
- Aardam (voormalige buurtschap, nu onderdeel van Ter Aar)
- Ter Aar
- Korteraar
- Langeraar
- De Meije (gedeeltelijk)
- Nieuwkoop
- Nieuwveen
- Noordeinde
- Noorden
- Noordse Dorp
- Papenveer
- Vrouwenakker
- Woerdense Verlaat
- Zevenhoven.

## Bezienswaardigheden

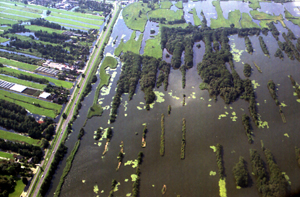
Nieuwkoopse plassen

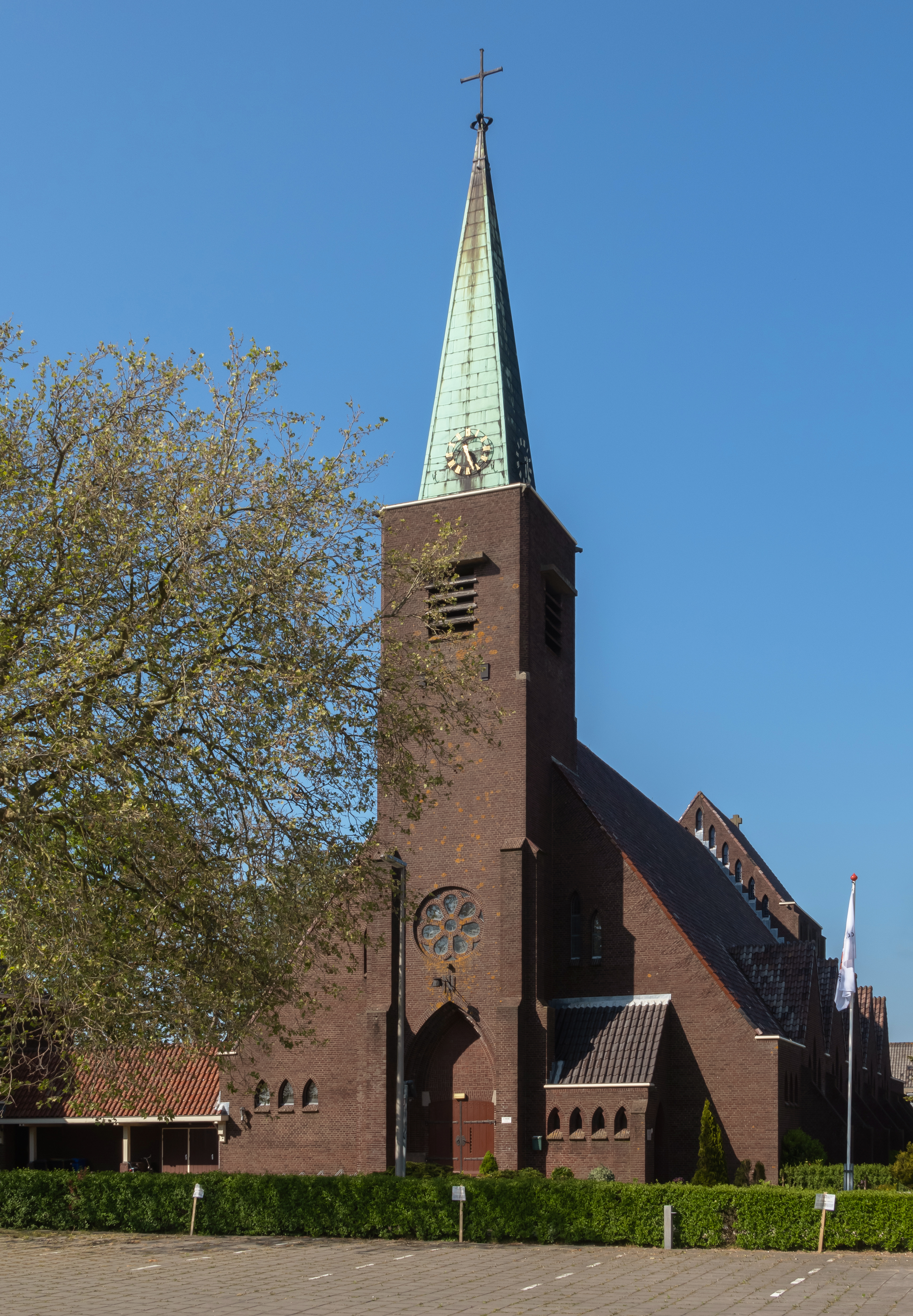
RK kerk in Nieuwkoop

Het oudste deel van Nieuwkoop bestaat uit lintbebouwing langs de Nieuwkoopse plassen (de Polder Nieuwkoop en Noorden), een gebied waar vroeger de veengronden zijn afgegraven. Veel van de woningen ten zuidoosten van deze weg liggen op een geheel door water omgeven perceel en hebben een eigen brug naar de hoofdweg (Zuideinde-Dorpsstraat-Noordenseweg). De Nieuwkoopse plassen zijn grotendeels een natuurmonument. De nieuwere wijken van Nieuwkoop liggen ten noordwesten van de hoofdweg, in de Polder Nieuwkoop (een droogmakerij). Deze uitbreidingen stammen van na de Tweede Wereldoorlog.

## Cultuur

### Monumenten
De gemeente telt een aantal rijksmonumenten, gemeentelijke monumenten en oorlogsmonumenten, zie:
- Lijst van rijksmonumenten in Nieuwkoop (gemeente)
- Lijst van gemeentelijke monumenten in Nieuwkoop
- Lijst van oorlogsmonumenten in Nieuwkoop

### Kunst in de openbare ruimte
In de gemeente Nieuwkoop zijn diverse beelden, sculpturen en objecten geplaatst in de openbare ruimte, zie:
- Lijst van beelden in Nieuwkoop

## Geografie

### Aangrenzende gemeenten
| Aangrenzende gemeenten | Aangrenzende gemeenten | Aangrenzende gemeenten | Aangrenzende gemeenten | Aangrenzende gemeenten |
| ---------------------- | ---------------------- | ---------------------- | ---------------------- | ---------------------- |
|                        |                        | Uithoorn (NH)          |                        | De Ronde Venen (U)     |
|                        |                        |                        |                        |                        |
| Kaag en Braassem       |                        |                        |                        |                        |
|                        |                        |                        |                        |                        |
| Alphen aan den Rijn    |                        | Bodegraven-Reeuwijk    |                        | Woerden (U)            |

## Zetelverdeling gemeenteraad
De gemeenteraad van Nieuwkoop bestaat uit 21 zetels. Hieronder staat de samenstelling van de gemeenteraad sinds 1998:
| Gemeenteraadszetels   | Gemeenteraadszetels | Gemeenteraadszetels | Gemeenteraadszetels | Gemeenteraadszetels | Gemeenteraadszetels | Gemeenteraadszetels | Gemeenteraadszetels |
| Partij                | 1998                | 2002                | 2006                | 2010                | 2014                | 2018                | 2022                |
| --------------------- | ------------------- | ------------------- | ------------------- | ------------------- | ------------------- | ------------------- | ------------------- |
| Samen Beter Nieuwkoop | -                   | -                   | -                   | 4                   | 6                   | 6                   | 6                   |
| CDA                   | 4                   | 3                   | 6                   | 4                   | 4                   | 5                   | 4                   |
| VVD                   | 3                   | 3                   | 4                   | 4                   | 3                   | 4                   | 5                   |
| Natuurlijk Nieuwkoop  | -                   | -                   | -                   | -                   | 4*                  | 4                   | 3                   |
| D66                   | 1                   | -                   | -                   | 2                   | 3                   | 1                   | 2                   |
| ChristenUnie-SGP      | 1                   | 1                   | 1                   | 1                   | 1                   | 1                   | 1                   |
| MiddenPartij          | 3                   | 5                   | 8                   | 3                   | -*                  | -                   | -                   |
| Progressief Nieuwkoop | -                   | -                   | 2                   | 3                   | -*                  | -                   | -                   |
| GroenLinks-PvdA       | 3                   | 3                   | -                   | -                   | -                   | -                   | -                   |
| Totaal                | 15                  | 15                  | 21                  | 21                  | 21                  | 21                  | 21                  |

*: Natuurlijk Nieuwkoop is een fusie van MiddenPartij en Progressief Nieuwkoop en deed in 2014 mee als MPN-PN.

## Geboren
- Catharina Oostvries (1636-1708), (glas)schilder
- Suzanne Kruseman (1864-1944), Nederlandse schrijfster van kinderboeken
- Petra de Bruin (1962), wielrenster
- Jan van der Marel (1968), triatleet
- Jeroen Snel (1969), televisiepresentator en journalist
- Arjan van der Laan (1969), ex-profvoetballer, Spartaan / ADO Den Haag
- Daan Roosegaarde (1979), kunstenaar en ontwerper
- Laurien van der Graaff (1987), Zwitsers-Nederlands langlaufster
- Robbert de Rijk (1988), journalist en voormalig langebaanschaatser
- Froukje Veenstra (2001), zangeres-liedschrijfster
- Wessel Kooy (2005), voetballer

## Bekende Nieuwkopers
Bekende Nederlanders die in Nieuwkoop zijn opgegroeid of hebben gewoond zijn:
- Marijke Smit Sibinga (1926-2019), klaveciniste
- Liselore Gerritsen (1937-2020), zangeres
- Ruud Jacobs (1938-2019), bassist en producer
- Eddie Brugman (1943-2019) , acteur
- Saskia Noorman-den Uyl (1946), PvdA-politica
- Stef Blok (1964), VVD-politicus
- Arjan van der Laan (1969), voetballer
- Boris van der Ham (1973), D66-politicus
- Skiggy Rapz (Marcel Tegelaar) (1982), muziekproducer
- Stacey Rookhuizen (1986), onderneemster en presentatrice
- Froukje Veenstra (2001), singer-songwriter
- Wessel Kooy (2005), voetballer